# Les Chalesmes
Les Chalesmes település Franciaországban, Jura megyében. Lakosainak száma 83 fő (2022. január 1.). Les Chalesmes Gillois, Bief-des-Maisons, Crans, Foncine-le-Haut, Les Planches-en-Montagne és Sirod községekkel határos.

## Népesség
A település népességének változása:
| Lakosok száma | 116  | 88   | 78   | 83   | 100  | 93   | 96   | 91   | 88   | 83   |
|               | 1968 | 1982 | 1990 | 2006 | 2013 | 2015 | 2017 | 2019 | 2020 | 2022 |